# Giải bóng đá hạng ba quốc gia Cộng hòa Síp 1990–91
Giải bóng đá hạng ba quốc gia Cộng hòa Síp 1990–91 là mùa giải thứ 20 của giải bóng đá hạng ba Cộng hòa Síp. Othellos Athienou FC giành danh hiệu đầu tiên.

## Thể thức thi đấu
Có 14 đội bóng tham gia Giải bóng đá hạng ba quốc gia Cộng hòa Síp 1990–91. Tất cả các đội thi đấu với nhau hai lần, một ở sân nhà và một ở sân khách. Đội bóng nhiều điểm nhất vào cuối mùa giải sẽ là đội vô địch. Hai đội đầu bảng sẽ lên chơi ở Giải bóng đá hạng nhì quốc gia Cộng hòa Síp 1991–92. Ba đội cuối bảng xuống chơi tại Giải bóng đá hạng tư quốc gia Cộng hòa Síp 1991–92.
Đội bóng xếp thứ ba đối mặt với đội xếp thứ 12 của Giải bóng đá hạng nhì quốc gia Cộng hòa Síp 1991–92, trong một trận đấu play-off hai lượt cho một suất ở Giải bóng đá hạng nhì quốc gia Cộng hòa Síp 1991–92.

### Hệ thống điểm
Các đội bóng nhận được 2 điểm cho một trận thắng, 1 điểm cho một trận hòa và 0 điểm cho một trận thua.

## Bảng xếp hạng
| Vị thứ | Đội bóng               | St. | T. | H. | B. | BT. | BB. | BT. | Đ  | Ghi chú                                                                 |
| ------ | ---------------------- | --- | -- | -- | -- | --- | --- | --- | -- | ----------------------------------------------------------------------- |
| 1      | Othellos Athienou FC   | 26  |    |    |    | 31  | 21  | +10 | 35 | Vô địch-Thăng hạng Giải bóng đá hạng nhì quốc gia Cộng hòa Síp 1991–92. |
| 2      | Ethnikos Assia FC      | 26  |    |    |    | 29  | 20  | +9  | 33 | Thăng hạng Giải bóng đá hạng nhì quốc gia Cộng hòa Síp 1991–92.         |
| 3      | Apollon Lympion        | 26  |    |    |    | 34  | 28  | +6  | 29 | Playoff Thăng hạng.                                                     |
| 4      | Keravnos Strovolou FC  | 26  |    |    |    | 40  | 36  | +4  | 28 |                                                                         |
| 5      | PAEEK FC               | 26  |    |    |    | 32  | 30  | +2  | 27 |                                                                         |
| 6      | AEK Katholiki          | 26  |    |    |    | 32  | 28  | +4  | 25 |                                                                         |
| 7      | Tsaggaris Peledriou    | 26  |    |    |    | 37  | 37  | 0   | 25 |                                                                         |
| 8      | Adonis Idaliou         | 26  |    |    |    | 21  | 21  | 0   | 25 |                                                                         |
| 9      | Digenis Akritas Ipsona | 26  |    |    |    | 32  | 21  | +11 | 25 |                                                                         |
| 10     | ENTHOI Lakatamia FC    | 26  |    |    |    | 34  | 41  | -7  | 25 |                                                                         |
| 11     | Ayia Napa FC           | 26  |    |    |    | 43  | 35  | +8  | 24 |                                                                         |
| 12     | AEZ Zakakiou           | 26  |    |    |    | 31  | 27  | +4  | 23 | Xuống hạng 1991–92 Giải bóng đá hạng tư quốc gia Cộng hòa Síp.          |
| 13     | OXEN Peristeronas      | 26  |    |    |    | 24  | 33  | -9  | 21 | Xuống hạng 1991–92 Giải bóng đá hạng tư quốc gia Cộng hòa Síp.          |
| 14     | ASO Ormideia           | 26  |    |    |    | 23  | 56  | -33 | 18 | Xuống hạng 1991–92 Giải bóng đá hạng tư quốc gia Cộng hòa Síp.          |

Hệ thống điểm: Thắng=2 điểm, Hòa=1 điểm, Thua=0 điểm
Luật xếp hạng: 1) Điểm, 2) Hiệu số, 3) Bàn thắng

## Playoff Thăng hạng
- Ermis Aradippou FC 0-1 Apollon Lympion
- Apollon Lympion 1-1 Ermis Aradippou FC